# Salto de Candelas
El Salto de Candelas es una cascada ubicada en el municipio de Pajarito en Boyacá. Esta cascada tiene una altura de 140 metros y se encuentra en medio de un inmenso bosque que hace parte de la cordillera oriental de los Andes en Colombia.
Se encuentra situada en la vereda Corinto, a unas dos horas de la ciudad de Sogamoso.
Formado por el río Cusiana, que nace en Sogamoso, este salto tiene una caída de aproximadamente 140 metros y para llegar allá se recomienda ir en compañía de un guía experto, ya que hay que atravesar puentes colgantes y pasar por entre rocas. 

El Salto en sí es una formación que semeja una U o una herradura, que además de la cascada principal, tiene caídas de agua más pequeñas, como hilos plateados, que nacen en las paredes rocosas.

## La reserva forestal Salto Candelas
Esta reserva ocupa el 0,11% del total del área del municipio (0,32 km²), declarada como tal mediante acuerdo 004 del Concejo Municipal en sesión del 16 de febrero de 2000. Esta zona es potencialmente importante por el ecoturismo dirigido. Es importante proteger está zona mediante la adquisición de predios que comprenden la zona boscosa aledaña. Siendo el segundo salto más alto de Colombia y una de las últimas reservas naturales de la cordillera oriental, podemos apreciar el espectacular paisaje que posee nuestra región donde el agua es netamente 100% natural y las aguas del salto son del Río Cusiana, unas de las más importantes arterias hídricas del Centro de Casanare.

## ¿Cómo llegar?
Para llegar a la cascada de Salto de Candelas el turista debe realizar una caminata de aproximadamente 3 horas en la que se encontrará con hermosos paisajes. Aunque el camino es un poco peligroso, es un excelente sitio para los amantes de la adrenalina y la aventura. En este recorrido encontrará un par de puentes y cocientes de aguas claras. Son casi 5 kilómetros de caminata por senderos ecoturísticos que han sido bien señalizados para facilitar al visitante su llegada a la cascada.

## Geografía y Clima en Salto Candelas
Salto de Candelas presenta una temperatura promedio de 23 °C, por lo tanto es recomendable llevar ropa muy cómoda y por estar ubicado en piedemonte llanero se recomienda llevar para la caminata, zapatos de agarre ya que la exigencia del recorrido es media alta, y bloqueador para la piel.
Geomorfológicamente es un pequeño valle rodeado por laderas fuertemente escarpadas, afectadas por movimientos en masa en el costado occidental y la dinámica del río Cusiana en el sector oriental.

## Salto Candelas como atractivo turístico
Salto de Candelas es un destino turístico poco visitado y poco conocido ya que se encuentra escondido en un rincón mágico de Colombia. Es la segunda cascada más alta del país, con 300 metros de caída es una muestra de la imponencia de la naturaleza. Este lugar es una reserva natural en la que nace el río Cusiana, este río es de gran importancia para el departamento de Casanare. El turista realizará un agradable recorrido a través de un ecosistema de selva tropical que iniciará sobre los 2.300 metros sobre el nivel de mar. Al llegar a la cascada alcanzará los 3.100 metros sobre el nivel del mar. Vale la pena llegar a la cascada ya que el paisaje que crea la vegetación y la fuente hídrica es una experiencia fascinante.